# Ангарола, Энтони
Э́нтони Ангаро́ла (англ. Anthony Angarola; 4 февраля 1893, Чикаго, Иллинойс — 14 августа 1929, там же) — американский художник и гравёр.

## Биография
Родился в Чикаго, в семье итальянских иммигрантов, будучи седьмым из одиннадцати детей. Творческие порывы имел с раннего возраста, но не имел особой поддержки от своей семьи, из-за чего в более зрелом возрасте пробовал себя на разных работах: слесарь-сантехник, маляр, пекарь, театральный помощник, актёр и певец. Работал ради оплаты обучения в Школе Художественного Института Чикаго, которую закончил в 1917. Там же он знакомится с Гарри Уолкоттом.
После окончания художественной школы Ангарола активно участвует в выставках, он получает премию Клайда М. Карра на ежегодной выставке художников Чикаго в 1921, серебряную медаль на выставке Чикагского Общества Художников в 1925 и стипендию Гуггенхайма, которая позволила ему путешествовать по Европе в 1928—1929. В этот период его работы можно было увидеть во множестве других учебных заведений. В 1927 начинает преподавать в Художественном Институте Канзас-Сити.
С будущей женой, Марией Амброзиус, Ангаролу познакомил его старший брат. Через какое-то время у пары родилось двое детей — Ричард и Ивонне.
Погиб Ангарола в расцвете своей жизни, в возрасте 36 лет.

## Наследие
Ангарола в своих работах часто обращается к теме национальных меньшинств США. Такие работы, как «Swede Hollow», «Little Italy St. Paul», «German Picnic», «Ghetto Dwelling» и «Bohemian Flats» показывают его заинтересованность культурными анклавами нацменьшинств.

## Интересные факты
Ангарола также известен как один из любимых художников писателя ужасов Говарда Филлипса Лавкрафта. Лавкрафт ссылался на Ангаролу в своих рассказах («Зов Ктулху», «Модель для Пикмана»).